# Nowa Brytania
Nowa Brytania (ang. New Britain, tok pisin Niu Briten) – największa wyspa w Archipelagu Bismarcka, pomiędzy Morzem Bismarcka (na północy) a Morzem Salomona na południu, w południowo-zachodniej części Oceanu Spokojnego, należąca administracyjnie do Papui-Nowej Gwinei.
Wyspa o kształcie zbliżonym do półksiężyca ma powierzchnię ok. 36 500 km². W 2000 była zamieszkana przez 404 641 osób. Położona jest w odległości 88 km na wschód od półwyspu Huon. Długość maksymalna – ok. 600 km, szerokość maksymalna – ok. 80 km, długość linii brzegowej – ok. 1600 km. Cechuje się zróżnicowaną powierzchnią terenu: od płaskich obszarów przybrzeżnych do górskich pasm Whiteman, Nakanai i Baining w centralnej części, z kilkoma szczytami o wysokości powyżej 2100 m n.p.m, z najwyższym o wysokości 2438 m n.p.m. Na wyspie panuje klimat równikowy.
Na Nowej Brytanii wyróżnić można trzy główne obszary aktywności wulkanicznej – na zachodnim krańcu wyspy, na północy wzdłuż zatok Open i Kimbe oraz na północnym wschodzie, na półwyspie Gazelle, w pobliżu osady Rabaul, gdzie znajdują się czynne wulkany Tavurvur i Vulcan, których ostatnia erupcja miała miejsce w 1994.
Na półwyspie Gazelle, we wschodniej części wyspy, uprawia się głównie palmę kokosową i kakaowca, w części centralnej, nad zatoką Kimbe – olejowca, na zachodzie rozwinięty przemysł tartaczny.
Wyspa została odkryta w 1616 przez holenderskiego żeglarza Jacoba Le Maire’a. Gdy znajdowała się pod administracją niemiecką, nosiła nazwę Neu-Pommern (Nowe Pomorze). Z tego okresu pochodzą również nazwy innych obiektów fizycznogeograficznych na wyspie, jak Stettin Bay (Zatoka Szczecińska) i Mount Varzin (Góra Warcino – od Warcina, wsi w gminie Kępice).